# محلل
مُحَلِّل (فارسی افغانستان: حلاله) در اسلام مردی است که با زن سه طلاقه، ازدواج می‌کند و او را طلاق می‌دهد تا آن زن بتواند دوباره با همسر پیشین خود ازدواج کند.
بر اساس قوانین شرعی اسلام اگر مردی دو بار همسرش را طلاق دهد و دوباره به او رجوع کند پس از سومین طلاق دیگر امکان ازدواج با او را ندارد مگر اینکه آن زن به عقد ازدواج مرد دیگری درآید و پس از آمیزش جنسی از آن مرد طلاق گیرد. مردی که با ازدواج و همخوابگی با این زن موجب می‌شود تا امکان ازدواج دوباره او با شوهر سابقش فراهم آید محلل یعنی حلال‌کننده نامیده می‌شود.

## سه طلاقه
سه طلاقه اصطلاحی است فقهی و به زنی گفته می‌شود که سه بار از همسر خودش طلاق گرفته باشد.

### سه طلاقه درفقه شیعه
بنابر فقه شیعه سه طلاقه کردن زن وقتی تحقق می‌پذیرد که مردی همسر خود را طلاق دهد، سپس در ایام عده یا پس از تمام شدن وقت عده با او ازدواج کند، آنگاه برای بار دوم همسر خود را طلاق دهد و همانند بار اول یا در ایام عده یا پس از انقضای مدت عده با او ازدواج کند، آنگاه برای بار سوم همسر خود را طلاق دهد.
پس همان گونه که ملاحظه شد، سه طلاقه کردن در سه مرحله و سه زمان صورت می‌گیرد و بنا بر فقه شیعه، نمی‌توان همسر خود را در یک نوبت سه‌طلاقه کرد.

## دلایل
مهم‌ترین دلیل ممنوعیت ازدواج مجدد پس از سه طلاق آیه ۲۳۰ سوره بقره است:
پس اگر باز زن را طلاق داد دیگر بر او حلال نیست، مگر آنکه به نکاح مردی دیگر در آید، و هر گاه آن مرد زن را طلاق دهد، اگر می‌دانند که حدود خدا را رعایت می‌کنند رجوعشان را گناهی نیست. اینها حدود خدا است که برای مردمی دانا بیان می‌کند.
شأن نزول این آیه آنست که زنی از محمد بن عبدالله پیامبر اسلام می‌پرسد: «من همسر پسرعمویم رفاعه بودم، او سه بار مرا طلاق داد، پس از او با مردی به نام عبدالرحمن بن زبیر ازدواج کردم، اتفاقاً او هم مرا طلاق داد، بی آنکه در این مدت آمیزش جنسی بین من و او انجام گیرد، آیا می‌توانم به شوهر اولم بازگردم؟ پیامبر پاسخ می‌دهد: نه، تنها در صورتی می‌توانی که با همسر دوم آمیزش جنسی کرده باشی» و سپس آیه ۲۳۰ بر او نازل می‌شود.
مخالفان رسم سه طلاقه کردن زنان با استفاده از محلل نیز مخالف هستند. به گفته آنان، استفاده از محلل به معنی نادیده گرفتن و تحقیر عنصر عاطفه و علاقه در روابط زناشویی است.

## آمیزش جنسی محلل
در میان مسلمین اتفاق نظر است که محلل حتماً باید با زن آمیزش جنسی داشته باشد. سعید بن مسیب تنها فقیهی‌ست که گفته دخول برای محلل لازم نیست. برخی از فقهای شیعه معتقدند این آمیزش حتماً باید از جلو باشد و آمیزش مقعدی چاره‌ساز نیست. برخی از فقها نیز معتقدند علاوه بر دخول، انزال نیز لازم است. ریشه این اختلاف به حدیث ابن بصیر از جعفر صادق برمی‌گردد:
از امام صادق (ع) پرسیدم آنچه زنی است که دیگر برای شوهرش حلال نیست تا آنکه شوهری دیگر کند؟ فرمود: زنی است که شوهرش او را طلاق دهد، بعد رجوع کند و بار دوم طلاقش دهد و باز رجوع کند، و سپس بار سوم طلاق دهد، اینجاست که دیگر برای شوهرش حلال نیست، تا آنکه شوهری دیگر کند و آن شوهر شیرینی (عسیله) جماع او را بچشد [و زن هم شیرینی جماع او را بچشد].
فقهایی که به ضرورت انزال محلل قایلند، معتقدند لذت بردن از جماع جز با انزال محقق نمی‌شود. در حالی که مخالفان می‌گویند عسیله اسم تصغیر است و کنایه از چشیدن مقداری از لذت جماع است؛ بنابراین لازم نیست لذت به‌طور کامل باشد و به مقدار دخول (وارد شدنِ دست‌کم تا ختنه‌گاه آلت جنسی مرد درون مجرای تناسلی زن) کافی است. فقهایی که آمیزش مقعدی را برای محلل کافی نمی‌دانند به بخش انتهایی روایت؛ «و زن هم شیرینی جماع او را بچشد» (که در برخی نسخ نیامده) اشاره کرده و معتقدند که زنان آمیزش از پشت را دوست نمی‌دارند. اما گروه مقابل ادعای لذت نبردن زنان از آمیزش مقعدی را نادرست می‌دانند.

## شیوع
از سنت‌های اسلامی است که ازدواج زن و شوهر پس از سه بار طلاق ممکن نباشد مگر آن‌که زن شوی دیگری کرده و با او همخوابه شود. این قانون در قرآن هم تأیید شد و با ظهور اسلام ادامه یافت. همچنانکه لقب مردی که با زن سه طلاقه ازدواج می‌کند تا به شوهر قبلیش حلال شود محلل می‌گویند
امروزه شیوع این نوع از ازدواج در میان اهل سنت بیش از شیعیان است. چون در فقه اهل سنت امکان سه طلاق در یک جلسه وجود دارد. بدست آوردن آمار دقیق از این نوع ازدواج ممکن نیست چرا که ازدواج از طریق محلل به‌طور مخفیانه انجام می‌گیرد و راهی برای تشخیص آن از ازدواج عادی برای دیگران وجود ندارد. حتی در بسیاری از موارد زن برای ازدواج محلل به کشور دیگری سفر کرده و پس از بازگشت به کشور خود با شوهر اول ازدواج می‌کند.

## فلسفه
مسلمانان فلسفهٔ وجودی این حکم را کراهت طلاق می‌دانند و این که خداوند خواسته مردم طلاق را سبک نشمارند و با طلاق و رجوع پیاپی زن را اذیت نکنند. از سوی دیگر سه بار طلاق پیاپی به معنای نفرت زن و شوهر و ناسازگاری آن‌ها با یکدیگر است. پس شوهر نباید امکان رجوع به او را داشته باشد و اجازه دهد که او شوهر دیگری کند و اگر شوهر تازه او را طلاق داد و او دوباره با میل و رغبت خود به ازدواج شوهر اولش درآمد نشانهٔ رفع نفرت و ناسازگاری است. از همین رو ازدواج موقت محلل نیست؛ و بنا به قولی در صورتی که این ازدواج صوری باشد و از پیش قرار طلاق گذاشته شده باشد، موجب حلال شدن زن به شوهر اول نمی‌شود.
روایاتی هم در نهی شدید این عمل نقل شده‌است، از جمله حدیثی از ابن مسعود: «پیامبر خدا محلِل و محلَل را لعنت کرد»، و حدیثی از عقبة بن عامر که در سنن ابن ماجه آمده‌است: «پیامبر خدا گفت: «می‌خواهید از بز نر عاریتی بیآگاهانمتان؟ گفتند بله یا رسول‌الله، گفت او محلل است، خداوند محلل و محلَل را لعنت کرد.»

## ادبیات و هنر
آثار هنری متعددی در جهان اسلام به موضوع ازدواج محلل با زن سه‌طلاقه پرداخته‌اند از آن جمله می‌توان به این آثار اشاره کرد:
- داستان کوتاه محلل از صادق هدایت در کتاب سه قطره خون[۱۳]
- داستان کوتاه پینه‌دوز شیراز از محمدعلی جمال‌زاده در کتاب قصه‌های کوتاه برای بچه‌های ریش‌دار
- حکایت علاءالدین ابوالشامات در کتاب هزار و یک شب
- فیلم سینمایی محلل اثر نصرت کریمی (۱۳۵۱)[۱۴]
- فیلم سینمایی «الست نواعم» محصول مصر در سال (۱۹۵۷)
- فیلم سینمایی «گردوی همسرم» محصول مصر در سال (۱۹۶۰)